# Sang total
Le sang total  est du sang humain provenant d'un don de sang standard.

## Usage médical
Il est utilisé dans le traitement des hémorragies massives, dans les échanges transfusionnels et lorsqu'une personne se donne du sang à elle-même ,. Une unité de sang total (~517 ml) fait monter le taux d'hémoglobine d'environ 10 g/L,. La compatibilité croisée est généralement effectuée avant le don de sang,. Il est administré par injection dans une veine .

## Effets secondaires
Les effets secondaires d'une transfusion de sang total comprennent des réactions allergiques telles que l'anaphylaxie, la dégradation des globules rouges, l'hyperkaliémie, l'infection, la surcharge volémique et les lésions pulmonaires ,. Le sang total est composé de globules rouges, de globules blancs, de plaquettes et de plasma sanguin . Il est préférable de l'utiliser dans la journée suivant la collecte ; cependant, il reste utilisable pendant trois semaines,,. Le sang est généralement associé à un anticoagulant et à un conservateur au cours du processus de prélèvement .

## Histoire
La première transfusion de sang total a eu lieu en 1818, mais son utilisation courante n'a commencé qu'après la Première et la Seconde Guerre mondiale ,. Il figure sur la liste des médicaments essentiels de l'Organisation mondiale de la santé . Dans les années 1980, le coût du sang total était d'environ 50  dollars américains par unité aux États-Unis  . Le sang total n'est pas couramment utilisé en dehors des pays en développement et militaires . Il est utilisé pour fabriquer un certain nombre de produits sanguins, notamment des concentrés de globules rouges, des concentrés de plaquettes, des cryoprécipités et du plasma frais congelé .